# پوند رودزیا و نایازالند
پوند رودزیا و نایازالند (به انگلیسی: Rhodesia and Nyasaland pound) یکای پول رایج در کشور رودزیا و نایاسالند است. مسئولیت کنترل این یکای پول برعهدهٔ بانک رودزیا و نایاسالند قرار دارد.